# 카를루스 에두아르두 아우베스 아우비나
카를루스 에두아르두 아우베스 아우비나(포르투갈어: Carlos Eduardo Alves Albina, 1983년 9월 5일 ~ ) 또는 줄루(Zulu)는 브라질의 축구 선수이다. K리그 등록명은 줄루를 사용하였다.